# Comitini
Comitini es un municipio de Italia situado en la provincia de Agrigento, en Sicilia. Tiene 956 habitantes (2018).

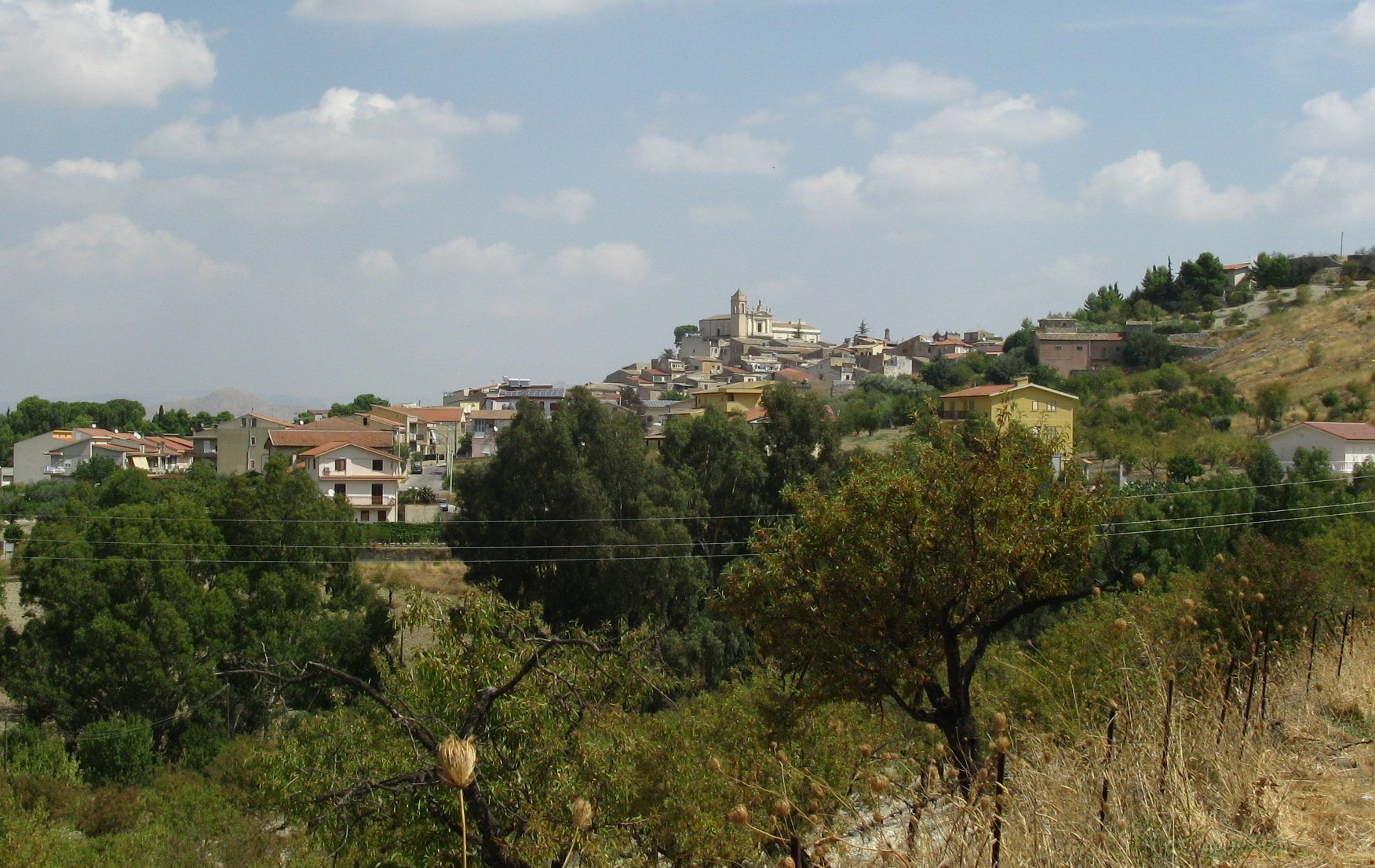
Comitini.

## Demografía
| Gráfica de evolución demográfica de Comitini entre 1861 y 2001 |
|                                                                |
| Fuente ISTAT - elaboración gráfica de Wikipedia                |